# Liste der Baudenkmäler im Kölner Stadtteil Ostheim
Die folgende Liste enthält die in der Denkmalliste ausgewiesenen Baudenkmäler auf dem Gebiet des Stadtteils Köln-Ostheim, Stadtbezirk Köln-Kalk, Nordrhein-Westfalen.
Hinweis: Die Reihenfolge der Baudenkmäler in dieser Liste orientiert sich an den Straßennamen und ist alternativ nach Hausnummern, Denkmallistennummer oder Bezeichnung sortierbar.
Basis ist die offizielle Kölner Denkmalliste (Stand: 16. August 2012), die Baudenkmäler und Denkmalbereiche auflistet. Dabei kann es sich beispielsweise um Sakralbauten, Wohn- und Fachwerkhäuser, historische Gutshöfe und Adelsbauten, Industrieanlagen, Wegekreuze und andere Kleindenkmäler sowie Grabmale und Grabstätten, die eine besondere Bedeutung für die Geschichte Kölns haben, handeln. Grundlage für die Aufnahme in die offiziellen Denkmallisten ist das Denkmalschutzgesetz Nordrhein Westfalens.

| Bild                           | Bezeichnung                                | Lage                               | Beschreibung | Bauzeit | Einge- tragen seit | Denk- mal- nr. |
| ------------------------------ | ------------------------------------------ | ---------------------------------- | ------------ | ------- | ------------------ | -------------- |
| weitere Bilder Fotos hochladen | Umspannwerk                                | Ostheim Frankfurter Str. 745 Karte |              | 1904    | 19. August 1996    | 7929           |
| Fotos hochladen                | Schule                                     | Ostheim Rösrather Str. 7 Karte     |              |         | 1. Juli 1980       | 617            |
| Fotos hochladen                | Wohnhaus                                   | Ostheim Rösrather Str. 66 Karte    |              |         | 14. Mai 1984       | 2396           |
| Fotos hochladen                | Wohn- und Geschäftshaus                    | Ostheim Rösrather Str. 72 Karte    |              |         | 16. März 1990      | 5534           |
| Fotos hochladen                | Kirche St. Servatius                       | Ostheim Servatiusstr. 2 Karte      |              |         | 18. Januar 1982    | 935            |
| Fotos hochladen                | Grünanlage u. Spielplatz                   | Ostheim Vingster Ring o. Nr. Karte |              |         | 1. Juli 1980       | 621            |
| Fotos hochladen                | Wohnhaus                                   | Ostheim Zehnthofstr. 40 Karte      |              |         | 3. März 1989       | 4861           |
| weitere Bilder Fotos hochladen | Hofanlage Zehnthof bzw. Gut Klein-Plantage | Ostheim Zehnthofstr. 61 Karte      |              |         | 1. Juli 1980       | 622            |